# Barbe-Bleue (récit)
Pour les articles homonymes, voir Barbe-Bleue (homonymie).
Barbe-Bleue est un récit de l'écrivain suisse Max Frisch. Il est paru dans sa forme définitive en 1982, et constitue la dernière œuvre littéraire de cet auteur. Dans ce récit, Frisch reprend encore quelques motifs essentiels de son œuvre : la recherche de son identité personnelle, la représentation de l'individu par l'image que son entourage s'en fait, ainsi que la faute et la conscience de la faute d'un homme à l'égard de la femme.
Felix Schaad, le personnage principal du récit, est un médecin accusé du meurtre de sa femme divorcée. Malgré la sentence d'acquittement du tribunal, ce procès a altéré son image publique, et par suite aussi sa propre image de soi. Schaad ne peut pas se détacher des souvenirs des audiences, qui se poursuivent après le procès dans ses pensées et ses rêves. Le reproche d'une participation concrète à la mort de sa femme éveille en lui la question plus large de toutes les fautes de sa vie. À la fin, Schaad dépose une confession.
Sous la forme, Barbe-Bleue obéit au principe qui a guidé l’œuvre de la fin de sa vie, allant vers une condensation toujours plus forte du contenu et de la forme. Cette prose, ressentie par beaucoup comme « aride » et « nue » conduit à une réception très partagée dans le milieu de la critique littéraire. Alors que beaucoup de voix admirent le récit comme une œuvre magistrale de l’âge mûr, d'autres critiques se sentent irrités, fatigués et face au vide. Après Barbe-Bleue, Frisch se retire de la production littéraire et ne publie plus qu'un texte important, le dialogue : « Suisse sans armée ? Un palabre (1989) ».

## Intrigue
Le Dr. Félix Schaad, médecin de 54 ans, est soupçonné d'avoir assassiné sa femme divorcée, la prostituée Rosalinde Zogg. Il aurait rendu visite à Rosalinde Zogg le jour du meurtre, utilisé sa cravate comme arme du crime, et donne de façon réitérée de faux alibis pour l'heure fatale. Après dix mois de détention préventive, le procès dure trois semaines, et fait comparaître en tout 61 témoins. À la fin, Schaad est acquitté, « faute de preuves », comme il le ressent, bien que cela ne soit pas explicitement dit dans le prononcé.
Avec l'acquittement, les questions s'ouvrent pour Félix Schaad : comment vivre avec un jugement faute de preuves ? Quelle culpabilité a-t-il réellement pour la mort de sa femme ? Un être humain peut-il être jamais complètement innocent ? 

Tandis que Schaad se voit exclu de la société à cause de son accusation, que son cabinet reste vide et que le club de voile attend sa démission, il ne peut pas réprimer les souvenirs de son procès. Fuir par déménagement ou suicide est exclu, car ce pourrait être interprété comme un aveu tardif de sa culpabilité. À la place, Schaade s'enfuit vers le jeu de billard, vers les grandes randonnées, et entreprend un voyage vers le Japon. Mais il n'y trouve pas de distraction pour l'interrogatoire du procureur, qui hante ses pensées encore des semaines après le procès. Dans le souvenir de Schaad redéfile toute la série des témoins, certains à charge, d'autres à décharge, et certains aussi qui disent sur lui des choses qui pour lui-même sont nouvelles, et qu'il n'aurait en aucun cas voulu savoir.

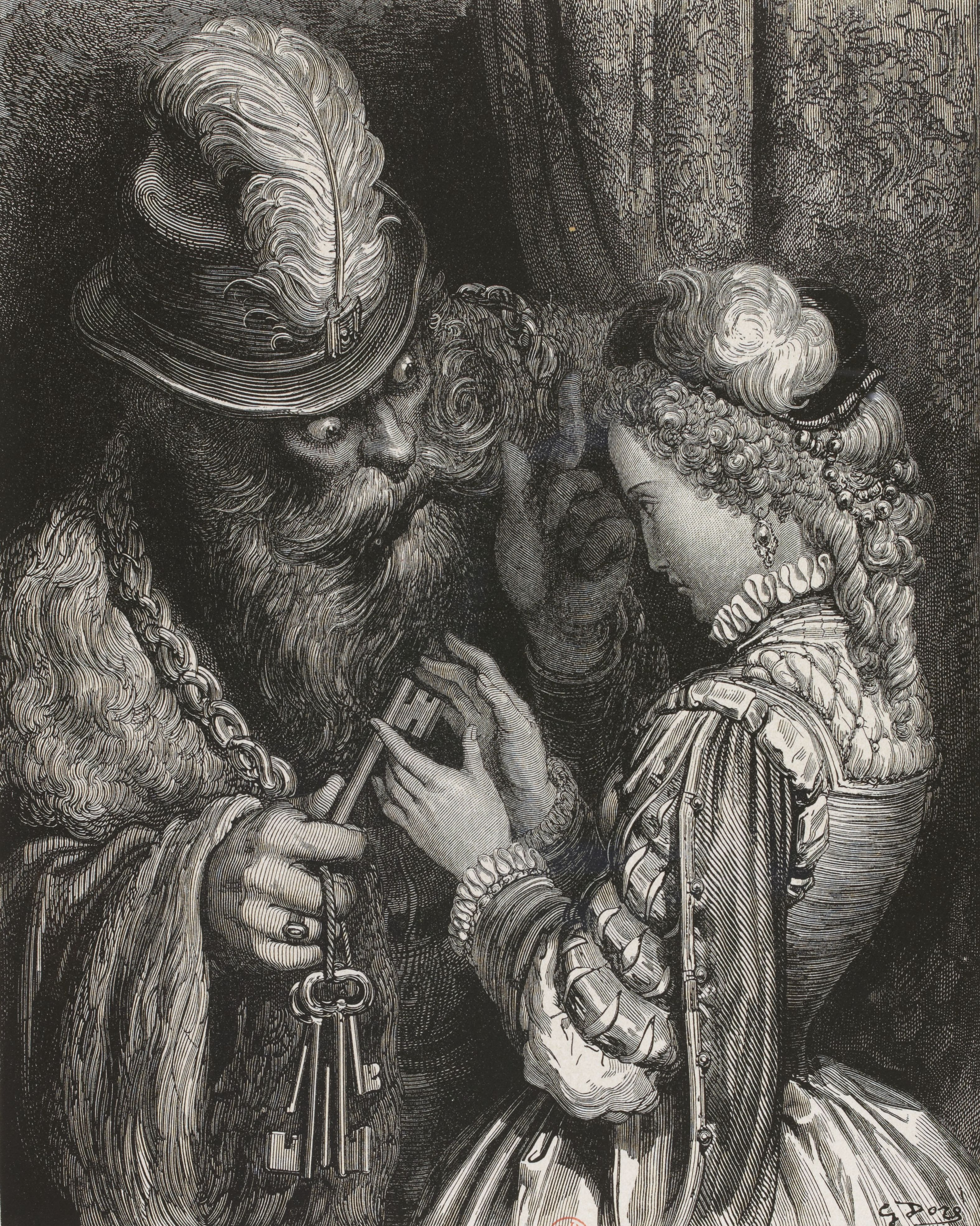
Le chevalier Barbe-Bleue, éponyme du récit, gravure sur bois de Gustave Doré de 1862

L'une après l'autre, toutes les femmes divorcées de Schaad sont appelées à la barre. La septième l'appelle en plaisantant
« Le chevalier Barbe-Bleue », parce qu'il a déjà divorcé six fois. Ce sobriquet se retrouve bien vite sur les gros titres de la presse à scandales. Toutes ces femmes soulignent la jalousie démesurée de Schaad. Mais il l'a toujours retournée contre lui, comme lorsqu'il a détruit sous les yeux d'une de ses femmes sa riche collection de pipes. Bien souvent, il est dit qu'il ne pourrait pas faire de mal à une mouche. Schaad affirme avoir vaincu sa jalousie quand Rosalinde, après son divorce, lui a fait voir l'exercice de son métier enregistré en vidéo.
L'interrogatoire dans la tête de Schaad ne se limite plus au procès. La voix du procureur rythme son pas de promenade, le questionne sur ses rêves, fait comparaître ses parents décédés à la barre, et enfin la victime, qui sourit, comme Schaad la revoit sur des photos, mais sans plus parler. Ce n’est que maintenant, après le procès, que Schaad se rappelle soudain des détails qui lui avaient échappé pendant les débats : que Rosalinde recevait souvent des fleurs envoyées par des inconnus, toujours cinq lis. Pendant la dernière visite de Schaad, le téléphone sonnait sans arrêt, et un début de lettre d'amour était sur la machine à écrire. Quand Schaad quitte Rosalinde, il lui donne par plaisanterie cinq lis, ceux de la sorte que l'on trouvera plus tard sur le cadavre.
Schaad va au commissariat de police de son domicile, et avoue le meurtre avec soulagement. Mais la police n'accorde pas foi à son témoignage. L'acte est censé avoir été commis par un étudiant grec du nom de Nikos Grammatikos. Au retour, Schaad dirige sa voiture sur un arbre, mais il survit à l’accident. Sur son lit reprend le questionnement du procureur, qui lui dit que l'opération a réussi et qu'il comprend l'origine et la motivation de son accident. À la fin, Schaad ne donne plus de réponse à ces questions.

## La forme
Barbe-Bleue est construit comme un montage vidéo, une technique qui détermine de grands pans de l'œuvre de Frisch, et surtout vers sa fin. Des séquences de dialogues du procès, réels ou imaginés après-coup s'échangent avec le monologue intérieur du personnage principal. Selon Jürgen H. Petersen, ces deux plans du récit n'épuisent pas leur objet. Tandis que le dialogue du tribunal parle d'un meurtre dont Schaad ne serait pas coupable, les embarras du personnage ne sont pas représentés dans le monologue intérieur. La technique de Frisch dans Barbe-Bleue semble être de mettre indirectement en évidence un point du récit dont il n'est pas directement parlé : non pas la culpabilité concrète pour laquelle Schaad est accusé, mais une culpabilité générique, pour laquelle personne ne peut prononcer d'acquittement. Selon Klaus Müller-Salget, l'échec de la communication sur tous les plans du récit se retrouve dans les deux styles de discours : le code étroit de la langue juridique, et les phrases simples, les appels de détresse de Schaad, qui n'arrivent ni l'une ni l'autre à exprimer la vérité.
Le principe de réduction, qui caractérise les récits précédents, Montauk et surtout Der Mensch erscheint im Holozän (L'Homme apparaît au Quaternaire) est selon Petersen encore poursuivi dans Barbe-Bleue. Le récit ne contient aucun suspense, aucun élément dramatique, et même pas un récitant qui puisse faire passer ses réflexions ou commentaires. Tant le monologue intérieur que le dialogue sont présentés sans intermédiaire, et au présent. À ces caractéristiques du style tardif de Frisch s'associe dans Barbe-Bleue un nouvel élément : l'humour, qui se montre surtout dans les dialogues, où les interlocuteurs ne se rejoignent pas. Dans
une interview avec Günter Kunert, Frisch qualifie lui-même le style du récit comme un « style de récit aride », qui tend « vers la plus grande réduction possible ». Il a « toujours enlevé ce que le lecteur peut s'imaginer. […] Ces dernières années, il m'a paru de plus en plus important de ne pas confier, moi le récitant, ce que je pense de la situation. Je ne veux pas laisser apparaître dans le texte si le personnage me fait de la peine, ou si je le déteste, afin que le lecteur […] juge selon sa propre expérience. » Face à Volker Hage (de), il continue : « Cela me fascine de plus en plus : jusqu'où on peut aller dans l'économie. » Frisch était particulièrement conquis par la comparaison avec le sculpteur suisse Alberto Giacometti qu'avait faite un critique américain : « Ce récit est comme une sculpture de  Giacometti, l'extrême minceur de la figure façonne l'espace tout autour d'elle. C'était au moins mon but dans ce récit. »

## Interprétation
Félix Schaad est acquitté d'une accusation de meurtre sur son ex-femme divorcée, non pas en raison d'une preuve de son innocence, mais « faute de preuves — Comment survivre à cela ? »
Selon Lübbert R. Haneborger, le procès fait dérailler Schaad de son existence : « Mon acquittement est connu, mais on en sait trop sur ma personne. » Ce n'est qu'après le procès au tribunal que commence pour Schaad le véritable procès, son procès intérieur. Dans sa tête, le monde se rétrécit à son procès, et toutes les tentatives d'évasion par des activités de tous les jours échouent. La « sensation subjective de culpabilité » de Schaad dévie du « concept objectif de culpabilité du jugement. » Frisch fait ce commentaire sur son personnage : « Schaad a un sentiment de culpabilité latent. […] Il sait […] qu'il n'est pas le criminel, mais il ne peut pas dire : je suis innocent. » « Et Schaad devient ainsi un récipient vide, dans lequel les autres peuvent jeter ce qu'ils veulent. […] Il est dirigé par une collection d'opinions d'autrui, et ne peut pas résister à tout. C'est pour cela qu'il est réellement condamné à mort, malgré son acquittement […] jusqu'à la folie de déposer un aveu pour un crime qu'il n'a pas commis : pour se déterminer. »
Haneborger conçoit Schaad pendant le procès comme une pièce dans un mécanisme d'abattage par un « discours juridico-légal », où il joue le rôle de victime. Les règles de la procédure interdisent au médecin de se présenter selon son statut social habituel, et rendent difficile une justification morale. Son image de soi et les indications apportées de l'extérieur par les témoignages sont en désaccord. « Il n'y a pas de mémoire commune. » La biographie de Schaad est disséquée devant le tribunal, ce qui le conduit à une perte de son histoire, et à une croissance de son indifférence. Devant le tribunal, les seules parties de son histoire qui aient de la valeur, qui constituent son identité, sont celles qui pourraient être retenues comme indices de sa culpabilité. Certes, à la fin, Schaad est acquitté, mais son aliénation par la langue du procès s'est gravée en lui. Même après son acquittement, il reste dans le rôle de coupable qui lui a été enseigné. Son souvenir ressort les éléments à charge de toutes les phases de sa vie. Schaad se retire de son environnement social et s'aliène de lui-même. Son remords paranoïde s'accroît jusqu'à la psychose.
Outre l'aliénation par le processus judiciaire, la pression d'auto-justification joue pour Haneborger un rôle important. Elle conduit chez Schaad à une « auto-justice », et au besoin de se créer des alibis pour les moindres circonstances de tous les jours. Ce qui a été gardé une fois par écrit devient une menace : « On ne doit pas laisser de notes écrites – un jour, on est arrêté sous de faux soupçons, et le procureur les lit devant le jury. » Le tribunal intérieur de Schaad fouille dans des domaines de plus en plus intimes de son subconscient et de ses rêves. L'absence de la morte le prive de la possibilité d'une déclaration d'innocence. Schaad ne se laisse pas tromper dans son procès intérieur par la constatation : « Faute de preuves — Comment ai-je entendu cela ? Cela n'apparaît pas dans le prononcé du jugement. » Mais à l'opposé de Josef K. dans Le Procès de Franz Kafka, Schaad n'est justement pas sûr d'être totalement innocent : « Depuis mes quatorze ans, je n'ai pas eu le sentiment d'être innocent ». Il ne s'agit pas pour lui seulement du meurtre concret de Rosalinde, mais du meurtre métaphorique de toutes ses sept épouses, car il a échoué sept fois à remplir sa promesse de vie commune. Et il recherche toujours en lui-même la cause de la mort de ces amours.
Walter Schmitz voit dans le procès dans les romans de Frisch souvent une image du comportement des sexes. Tandis que dans son premier roman Jürg Reinhart: Eine sommerliche Schicksalsfahrt, le protagoniste masculin gagne encore son processus de reconnaissance de soi, dans les œuvres suivantes de Frisch, la « conscience de culpabilité masculine » est constamment affirmée judiciairement. L'incapacité à accorder l'image de soi et l’image vue de l'extérieur, à relier la sphère privée et la sphère publique, est présentée comme l’échec de la communication entre homme et femme. L'essai de dialogue au-delà de la limite de la vie entre Schaad et les photos de Rosalinde qui sourit échoue autant que le dialogue qu'ils ont eu durant leur vie. Même dans la tentative d'échapper à sa culpabilité par un faux aveu, Schaad échoue. Il reste Felix ohne Praxis (Félix sans pratique [dans son cabinet médical]). En fin de compte, c'est le discours qui l'emporte sur lui. Le véritable assassin s'appelle Nikos Grammaticos, la victoire de la grammaire. Félix Schaad, lui, supposé heureux recueille à la fin les dégâts. Son combat contre le monde et la langue reste vain.
Le récit se termine avec un interrogatoire que Schaad imagine, gisant dans le service de réanimation, et la constatation finale du procureur : « Vous avez mal. ». Selon Frisch, ce n'est pas seulement une indication « que cet homme souffrant a mal, et va peut-être mourir. Il s'agit aussi d'une autre douleur. La douleur de l’existence […], que toute son existence a été une douleur […], c'est-à-dire un rapport trouble au concept de culpabilité. » La question de savoir si Schaad meurt a été laissée consciemment ouverte : « Le plus déprimant, terrible, excitant est que cet homme rate tout : son aveu est récusé, il essaie un suicide, qui ne fait que le rendre muet, il gît là, n'est pas l’assassin, n'est pas innocent, et il lui faut continuer à vivre. »

## Arrière-plan et histoire de la création
Après avoir fini de réécrire pendant huit ans son récit Der Mensch erscheint im Holozän (L'Homme apparaît au Quaternaire) en 1979, Max Frisch n'arrive plus à écrire. Il est bloqué. Dans une lettre à Uwe Johnson, il reconnaît : « C'est […] la première fois que je n'écris plus pour des semaines. Je n'ai même aucun projet, en tout cas aucun qui m'attire à ma machine à écrire. En quoi la machine à écrire est-elle responsable de ce qu'elle me dégoûte? »
Dans cette situation, l'attention de Frisch fut attirée au début de 1980 à Zurich par un procès en assises contre un orfèvre accusé du meurtre de sa femme. Il suit le procès de près, ne manquant que trois des 68 heures de débats, avant que le jugement ne prononce à la fin l'acquittement. Frisch s'exprime plus tard à propos de ce procès : « Ce n'était pas tant l'assassinat en soi qui m'a tout de suite intéressé. […] Ce qui m'excitait était de voir cette instrumentation parfaite du questionnement, qui ne donne que rarement quoi que ce soit […],   et tout cela sous la devise Toute la vérité, rien que la vérité. On sait bien que ce rituel verbal est incapable de saisir la vérité. […] La langue est un instrument qui ne s'approche jamais complètement de la réalité. » Quand Frisch, entre octobre et décembre 1981, transcrit l'expérience acquise en un récit, où il s'écarte dans l’intrigue du meurtre jugé au procès, il choisit un cas de crime « choisi autant que possible dans la moyenne, pour qu'il n'attire pas l'attention, parce que ce n'est pas le crime qui m'a intéressé, mais la technique pour trouver la vérité. »
Barbe-Bleue est publié en prépublication en février et mars 1982 dans la Frankfurter Allgemeine Zeitung (F.A.Z.) et paraît ensuite comme livre chez Suhrkamp Verlag. Frisch souligne qu'il ne s'est pas inspiré dans son récit du conte de Barbe-Bleue : « Le surnom de Barbe-Bleue est plutôt une moquerie à l'égard de Schaad. Il est tout autre chose qu'un patriarche. » Jusqu'à peu avant l'impression, le titre envisagé pour le récit était « Toute la vérité, rien que la vérité ». Frisch appela le titre changé de Barbe-Bleue une « tromperie infâme ». Il avait eu le plan de retravailler le matériau de Barbe-Bleue en une pièce de théâtre, mais il trouva que « Ce n'est pas un très bon récit. Il y a trop peu d'ambivalences ». Cependant le titre n'est pas choisi au hasard, car au total sept femmes disparaissent de la vie de Schaad, une culpabilité qui le ronge. Quand on lui demanda si le récit comportait des traits autobiographiques, Frisch répondit : « Ce qu'il y a d'autobiographique là-dedans, c'est que j'ai été élevé chrétiennement, que je ne crois pas, que j'ai des sentiments de culpabilité, mais que je ne sais pas en quoi consiste ma faute. »

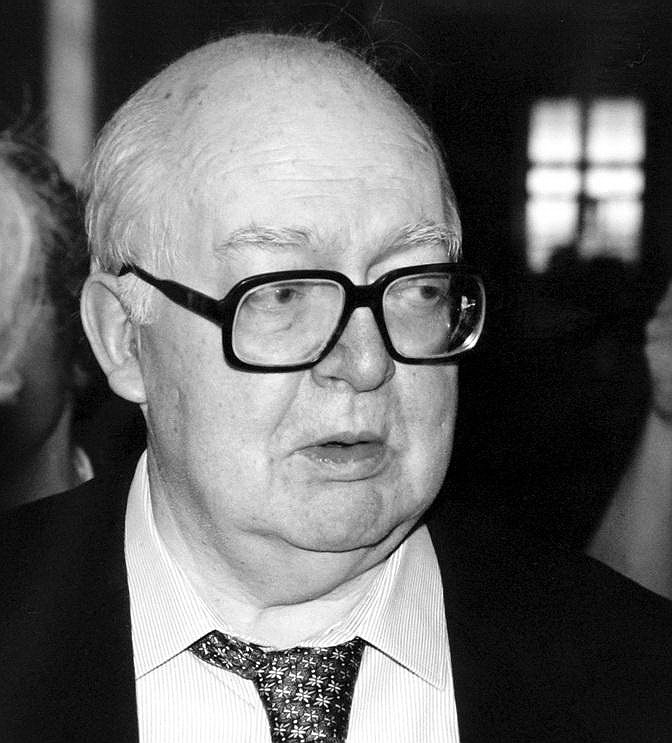
Friedrich Dürrenmatt, que Frisch a caricaturé sous le nom de M. Neuenburger

Max Frisch caricature avec la légende « Un ami reste encore inoubliable » sous le nom de M. Neuenburger son ami et collègue Friedrich Dürrenmatt, qui habite Neuenburg (Neuchâtel), et avec lequel il est lié par un mélange d'amitié et de rivalité. Selon Heinz Ludwig Arnold, il en a dressé « un monument douteux en tant que bonhomme ouvertement égomaniaque et rabâcheur. » Les déclarations de Neuenburger (À part cela, c'est un gars vif […] Il m'a présenté toutes les femmes qu'il a épousées […] Mais c'est grotesque […] Ce qui me dérange, ce sont ses contre-vérités […] Et puis il est tellement hypersensible) reposent en partie textuellement sur une interview publiée en décembre 1980 dans Playboy, dans laquelle Dürrenmatt se laisse aller au sujet de Frisch et autres collègues écrivains. Dürrenmatt avait dans l’après-coup pris ses distances avec le contenu de cette interview. Frisch commente sous les traits de Schaad un appel de Neuenburger : « Il y croit vraiment, je le sais […] Il ricane si fort qu'il m'a fallu écarter un peu l'écouteur de l'oreille ». Urs Bircher juge qu'avec cette parodie, Frisch a « mis un terme à une relation qui durait depuis de longues années » avec Dürrenmatt. Dans les années qui suivent, quelques tentatives de réconciliation des deux écrivains suisses échouent. Dans sa dernière lettre, à l'occasion du 75e anniversaire de Frisch, Dürrenmatt constate « qu'ils ont vaillamment rompu tous deux leur amitié ». Il exprime une dernière fois son admiration pour Frisch qui a fait « son événement dans le monde » de la littérature ; mais Frisch ne répond pas à la lettre.

## Position dans l'ensemble de l’œuvre de Max Frisch
La critique littéraire a placé Barbe-Bleue en rapport avec l'ensemble de l'œuvre de Max Frisch, et ce bien plus que pour ses travaux précédents. Walter Schmitz y voit repris « une multiplicité de thèmes et de motifs connus », au point que « le récit ne se compose presque que de telles réminiscences et de citations stylistiques. » Heinz Ludwig Arnold situe Barbe-Bleue entre les deux positions centrales de l'œuvre de Frisch : le texte précoce en prose Was bin ich ? (Que suis-je ?), et le principe du Tagebuch 1946–1949 (Journal 1946–1949) : « Tu ne dois te construire aucun portrait ». Frisch a « si bien atteint avec Barbe-Bleue le centre de son esthétique que l'on pourrait presque le considérer comme un de ses propres épigones ». Arnold voit dans Barbe-Bleue « un moulage plus ténu de son roman le plus célèbre, et sans doute le meilleur : Stiller. » D'autres voix retrouvent dans le rapport de l’accusé à la victime la constellation d'amour platonique de Gantenbein à la « dame du milieu » Camilla Huber dans Mein Name sei Gantenbein (Que mon nom soit Gantenbein). Et Alexander Stephan (de) classe Barbe-Bleue « comme les romans des années 50 et du début des années 60, plutôt que comme ceux de la fin de la décennie achevée ». Le thème en est encore les « essais désespérés pour se retrouver d'un bourgeois contemporain […], qui n'est pas d'accord avec le monde ni avec sa propre biographie. » Hans Mayer contredit la position que « Barbe-Bleue est au fond un tardillon qui fait suite à toute l’œuvre véritable », et tire pour sa part une comparaison : « Au lieu de placer le Dr. Schaad aux côtés de MM. Stiller et Gantenbein, on devrait avant tout le comprendre comme un habitant d'Andorre ». Le récit rejoue la problématique de l'outsider du drame de Frisch.
Outre les comparaisons avec ses œuvres principales, le rapport thématique et formel des trois derniers récits de Frisch est souligné. Ainsi, pour Hans Mayer, Barbe-Bleue a « évidemment complété un triptyque épique avec Montauk et Quaternaire […] dans cette prose sans ornement et inimitable. » Pour Volker Hage, ces trois récits forment aussi « une unité souterraine, non pas dans le sens d'une trilogie, […] mais dans celui d'un accord harmonique. Les trois livres se complètent, tout en formant des unités indépendantes. […] Tous les trois ont la forme d'un bilan, d'un achèvement – jusque dans la forme, qui n'offre plus que le strict nécessaire : restreinte, bouclée. » Une question tardive, mais centrale de Frisch, formant le thème de ces trois récits de la fin, est : « Comment garder le contrôle de tout ce que l'on a écrit dans sa vie ? » Frisch lui-même s'est exprimé au sujet de ses œuvres en prose tardives : Les trois derniers récits n'ont qu'un point commun : « c'est qu'ils vont plus loin que les travaux précédents dans la mise à l'épreuve de mes capacités de représentation. »
Malgré la parution en 1989, deux ans avant sa mort, du dialogue Schweiz ohne Armee? Ein Palaver (Suisse sans armée ? Un palabre), Frisch avait largement abandonné son activité d'auteur, après Barbe-Bleue, « le dernier travail réellement littéraire, » selon Jürgen H. Petersen. En 1985, aux Journées Littéraires de Soleure, Frisch annonce dans le discours d'abandon Am Ende der Aufklärung steht das Goldene Kalb (Au bout des Lumières, il y a le Veau d'Or), qu'il « cesse d'écrire. La fatigue. Usé. » Quatre ans après, il tire le bilan avec Urs Bircher : « J'ai dit tout ce que j'avais à dire, et j'ai essayé toutes les formes d'expression qui me sont passées par la tête. Les répétitions m'ennuient. »

## Accueil
« L'écho de Barbe-Bleue a été divisé parmi la critique littéraire germanophone. » Martin Walser loue le récit de son collègue comme « une histoire triviale […] Mais un chef-d'œuvre. » Schaad est un « personnage hautement pathétique », dont le « pathos bascule sans cesse dans la comédie ». Frisch peut écrire un « roman policier magistralement triste », dans lequel il y a « plus à admirer qu'à lire. »
Beaucoup de critiques comparent Barbe-Bleue avec les travaux précédents de Frisch, et ont des réactions différentes au style déjà vu du récit. Reinhard Baumgart se sent après la lecture « à la fois déçu et irrité […]. La perte de plaisir, la coupe à blanc sont trop visibles. […] Le livre ne dessine presque que des lignes, ne montre pas de couleurs. » Après l'avoir relu il y voit un « livre très pauvre en mots, presque muet […] Mais la qualité pas seulement littéraire de l’auteur s'affirme aussi en ce qu'il y a poussé le thème de sa vie en un nouveau corollaire, gris et rigoureux, sans l'abandonner à bon compte à l'esprit du temps. »
À l'opposé, Heinz Ludwig Arnold ne peut pas y trouver de nouvelles facettes à la relecture : « ce récit ne présente au lecteur aucune difficulté, il se l’assimile rapidement, et une deuxième ou troisième lecture n'ouvre pas de nouvelle perspective. » Frisch parcourt avec Barbe-Bleue « ce qu'il a déjà atteint en littérature, […] pas plus ». Il se meut « sur n'importe quels chemins grossiers », sur lesquels « il peut reproduire quand il veut le programme qu'il a maintenant atteint. » Contrairement à ses travaux précédents, Frisch ne peut plus « faire fructifier sa stupeur personnelle sur le plan littéraire. »
Joachim Kaiser avertit de ne pas sous-estimer Barbe-Bleue, « une œuvre de l'âge mûr, parfaitement claire, paraissant transparente, concise. Mais le désespoir, pas sentimental du tout, se cache derrière des dialogues laconiques et des blackouts élégants. » Pour Peter Weigel, Frisch a même, « disons-le tout net, donné un des meilleurs récits jamais écrits en langue allemande. » Friedrich Luft à l'opposé, voit Max Frisch abandonner, « avec un livre si vraiment totalement vide. » Il regrette « qu'un auteur si plein de vie et inventif arrive dans sa 70e année à la représentation d'une vacuité artistiquement démontrée. » Volker Hage résume : « Frisch a dompté son imagination dans Barbe-Bleue. Il n'a pas brillé par son imagination ». Les connaisseurs de l'auteur ont senti dans ce récit aride au minimum « l'abandon de ces éléments que l'on a l'habitude d'attendre de Frisch, et qu'il refuse maintenant : ses digressions phénoménologiques dans de nombreux domaines de la vie de tous les jours. »
L'un des critiques les plus acérés du récit est Marcel Reich-Ranicki, qui avait célébré plus tôt Montauk et qui avait ignoré Der Mensch erscheint im Holozän. Max Frisch lui avait raconté son nouveau travail pendant une visite. Reich-Ranicki était « réellement enthousiasmé. Voilà qu'un grand auteur avait trouvé le sujet à sa mesure, idéal pour lui. […] Je l'ai félicité et j'ai pensé : Je n'oublierai jamais de ma vie cette heure. » Mais quand le livre paraît, il ne répond pas aux attentes élevées de Reich-Ranicki : « Est-ce qu'il m'a déçu ? Non, le mot est trop faible. J'étais franchement horrifié. » Dans sa critique dans le F.A.Z. il qualifie Barbe-Bleue comme « plutôt original qu'intéressant ». Le récit est un « chèque sans provision. » La « manifestation littéraire du mutisme » a réussi à Frisch, « mais si bien que la lecture du livre est vite fatigante. » Frisch a expliqué plus tard ce jugement défavorable du critique : « je suis moi-même coupable de tout, j'ai fait une faute, je n'aurais jamais dû lui [Reich-Ranicki] raconter le contenu du livre. » Mais Reich-Ranicki, encore plus de vingt ans après la parution de Barbe-Bleue, était de l'avis que le sujet que Frisch lui avait initialement raconté « était fabuleux. Si l'on avait eu un magnétophone et si on avait imprimé la bande,[…] ce serait devenu un livre brillant. »

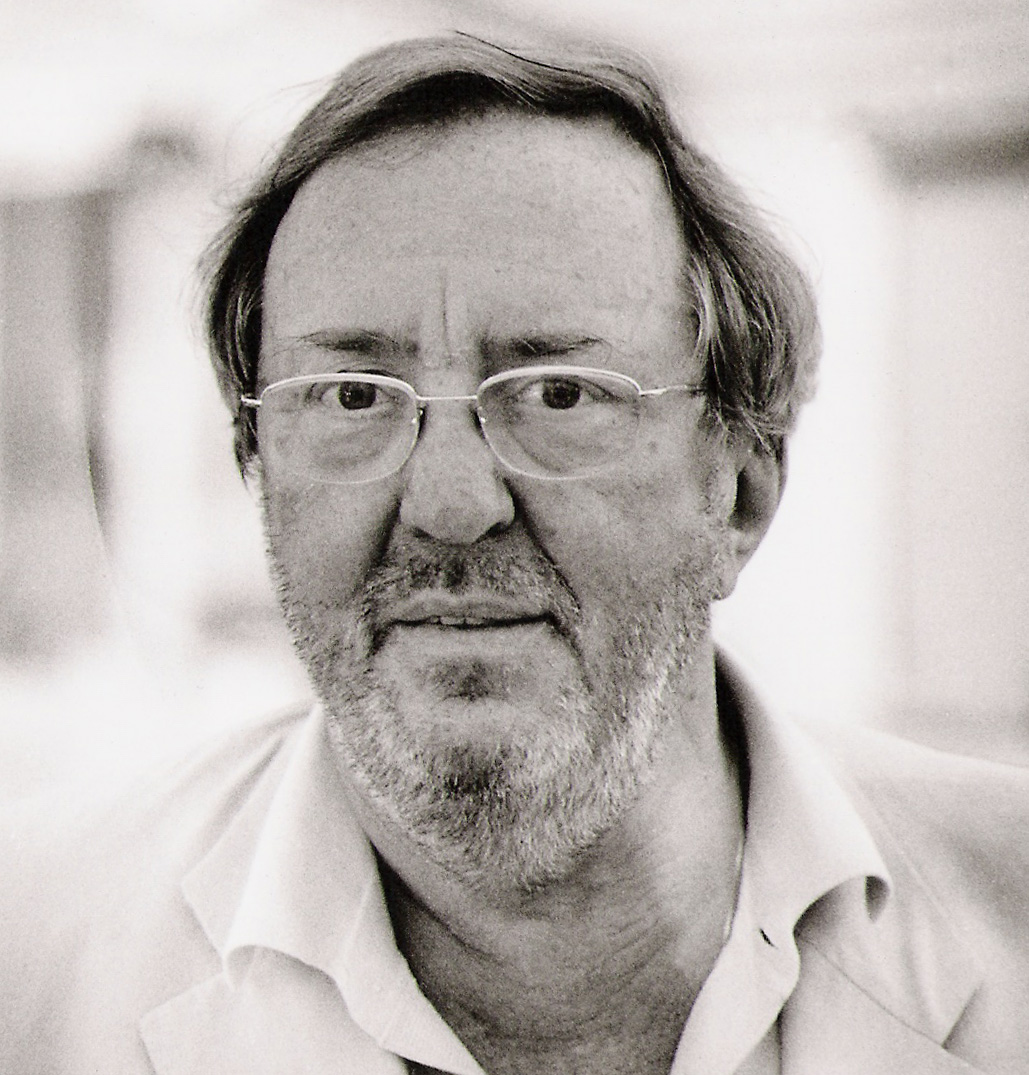
Vadim Glowna, Dr Schaad dans le film

La prophétie de Martin Walser, que le récit marqué par les dialogues était prédestiné pour le film, la télévision, voire l’opéra comme la « Passion de Félix selon Max Frisch », s'est réalisée au moins en partie. Barbe-Bleue a été adapté deux fois en 1982 comme pièce radiophonique, sous la direction de Ernst Wendt pour les radios SDR et WDR, et par Mario Hindermann pour DRS et ORF. Le film sur Barbe-Bleue (pl) (1984) de Krzysztof Zanussi, pour le compte de la WDR a été le premier film tiré du matériel épique de Max Frisch, après Journal I-III de Richard Dindo. Le rôle principal était tenu par Vadim Glowna. Les autres rôles étaient tenus par Karin Baal, Vera Tschechowa et Margarethe von Trotta. Max Frisch a constamment assisté au tournage, et apparaît lui-même dans le film dans une brève séquence. Pour Volker Hage, le film est resté « proche du modèle – et ce n’est pas un avantage. Il est artificiel et quelque peu ennuyeux. » Max Frisch, à l'opposé, était « tout à fait d'accord […] avec le fait que Zanussi fait jouer ce film seulement sur les visages. »